# 何塞·霍萊巴斯
何塞·勞埃德·霍萊巴斯（希臘語：Χοσέ Λόυντ Χολέμπας，發音：[xoˈse xoˈlebas]；1984年6月27日—），是一位希臘足球運動員，在場上的位置是左後衛和左中場。他現在效力於希超球隊奥林匹亚科斯。